# Pornichet
Pornichet is een gemeente in het Franse departement Loire-Atlantique (regio Pays de la Loire). De plaats maakt deel uit van het arrondissement Saint-Nazaire. Pornichet telde op 1 januari 2022 12.530 inwoners.

## Geografie
De oppervlakte van Pornichet bedroeg op 1 januari 2022 12,67 vierkante kilometer; de bevolkingsdichtheid was toen 989 inwoners per km².

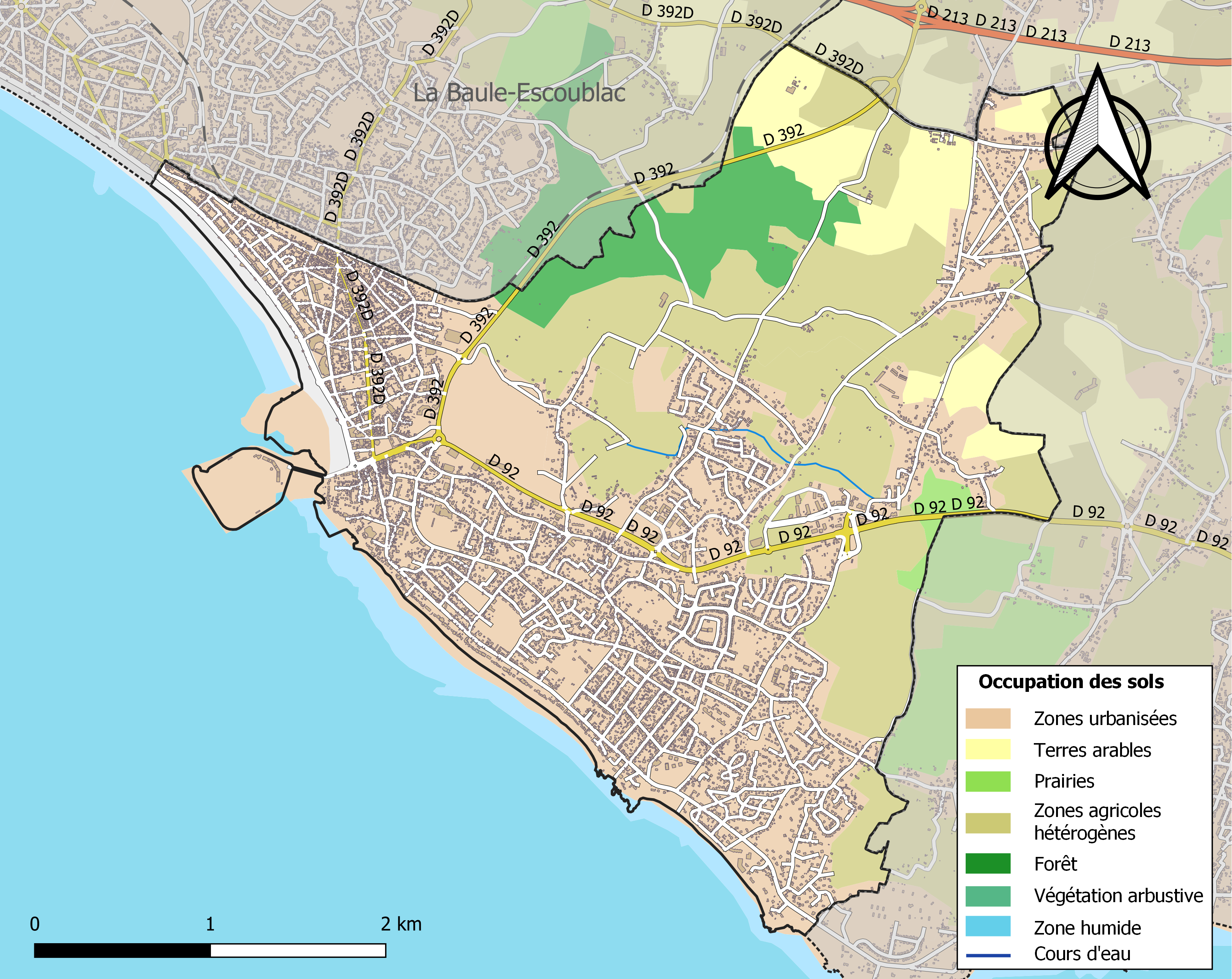
Kaart van de gemeente met de belangrijkste infrastructuur, bodemgebruik en omliggende gemeenten

## Verkeer en vervoer
In de gemeente ligt spoorwegstation Pornichet.

## Demografie
Onderstaande figuur toont het verloop van het inwonertal (bron: INSEE-tellingen).

## Afbeeldingen

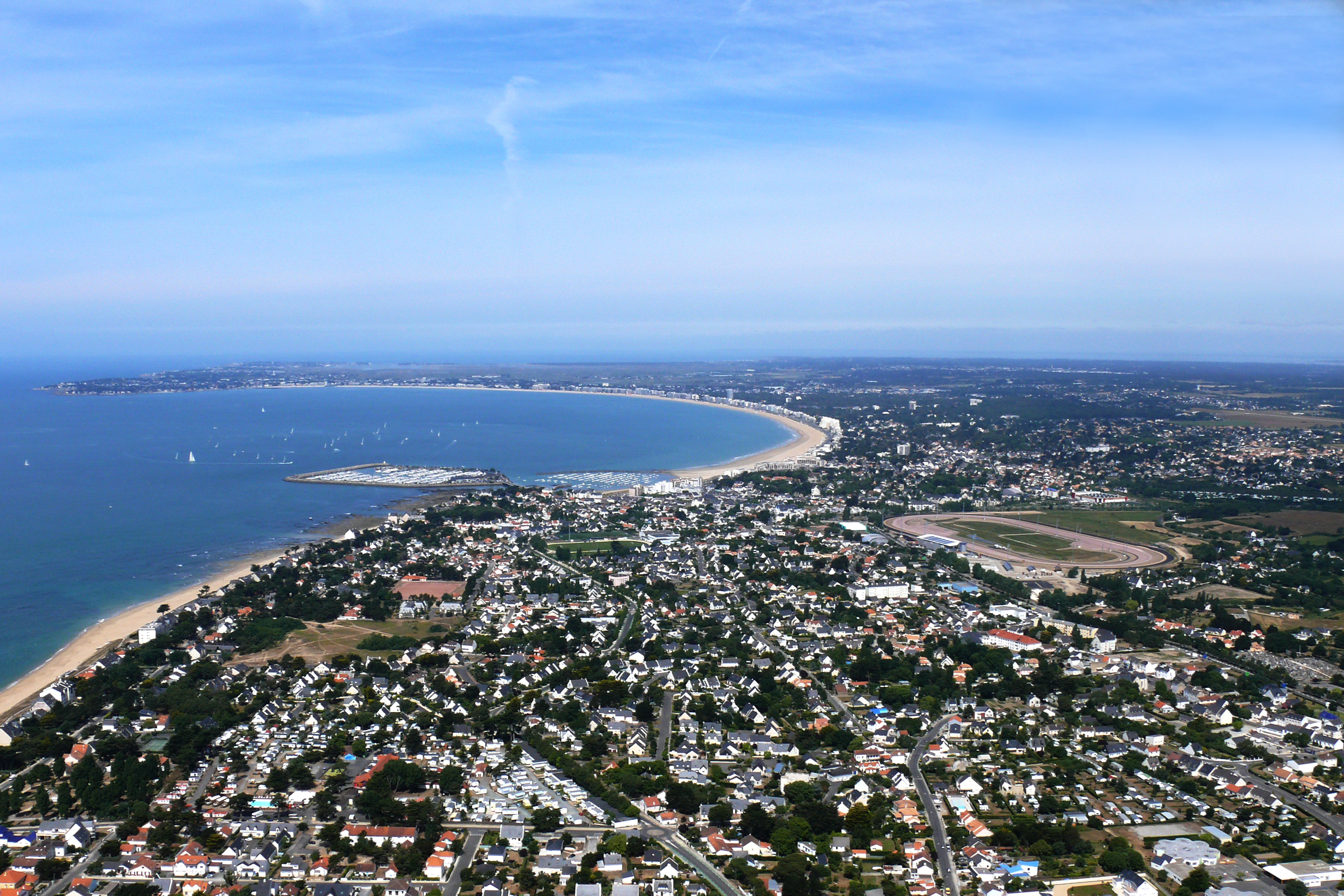
Gezicht op Pornichet
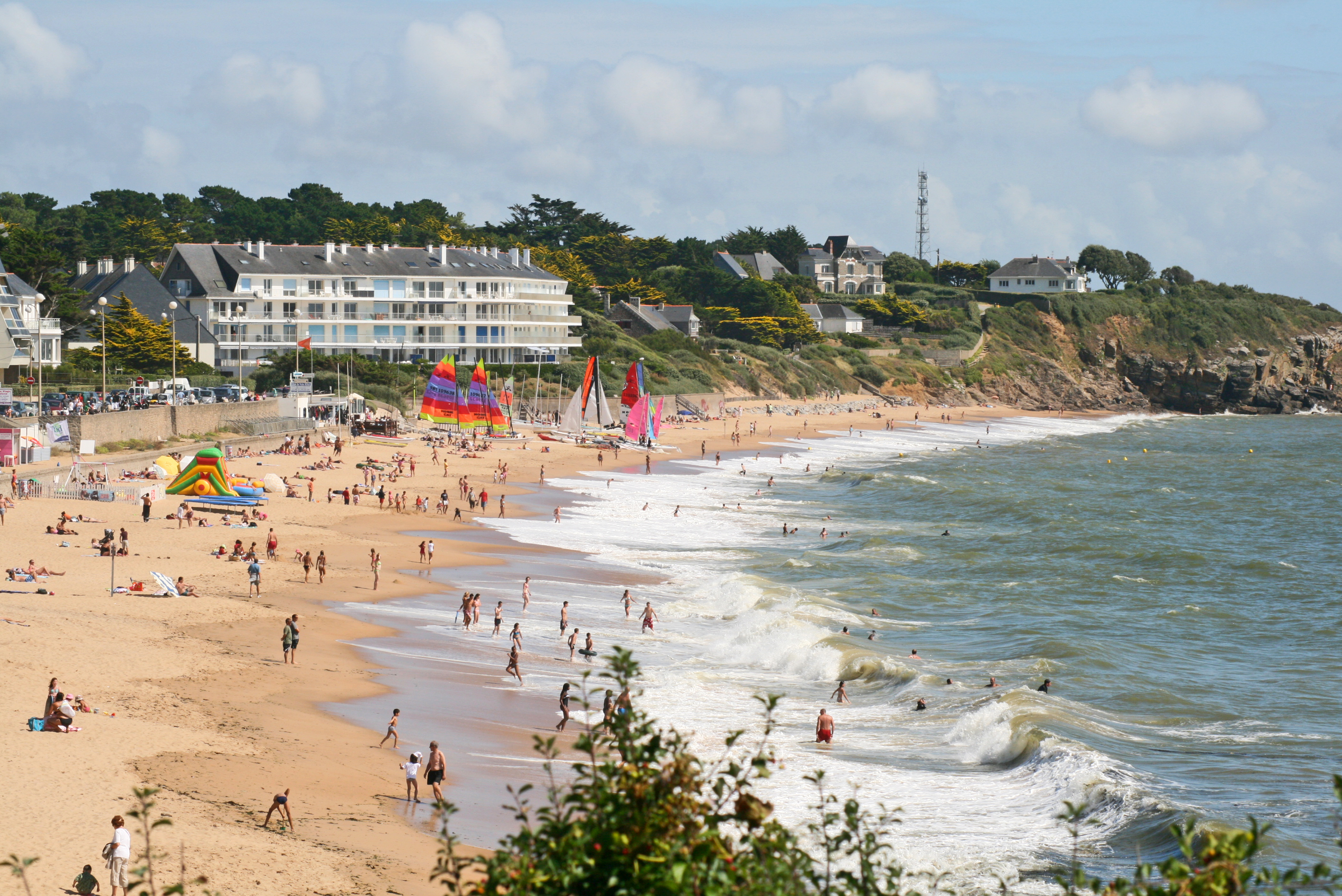
Plage de Sainte-Marguerite
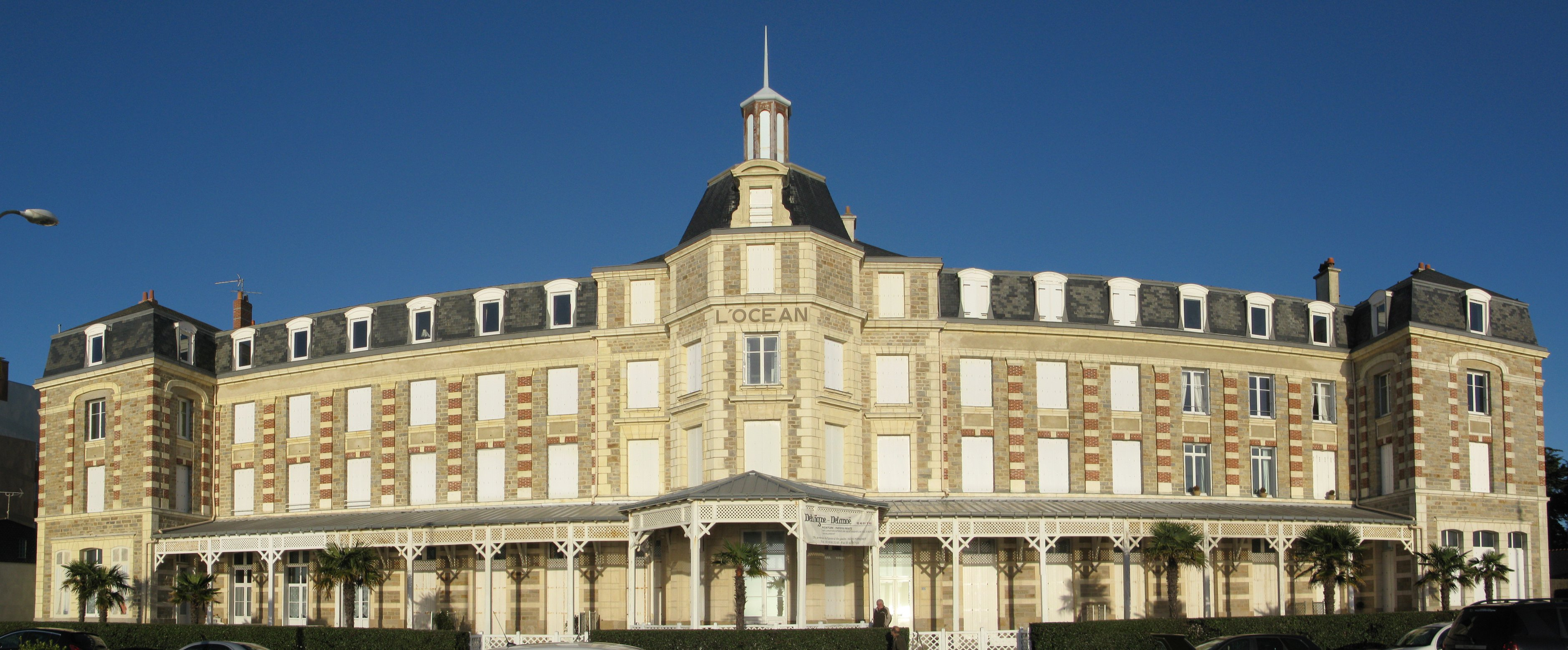
Hôtel l'Océan
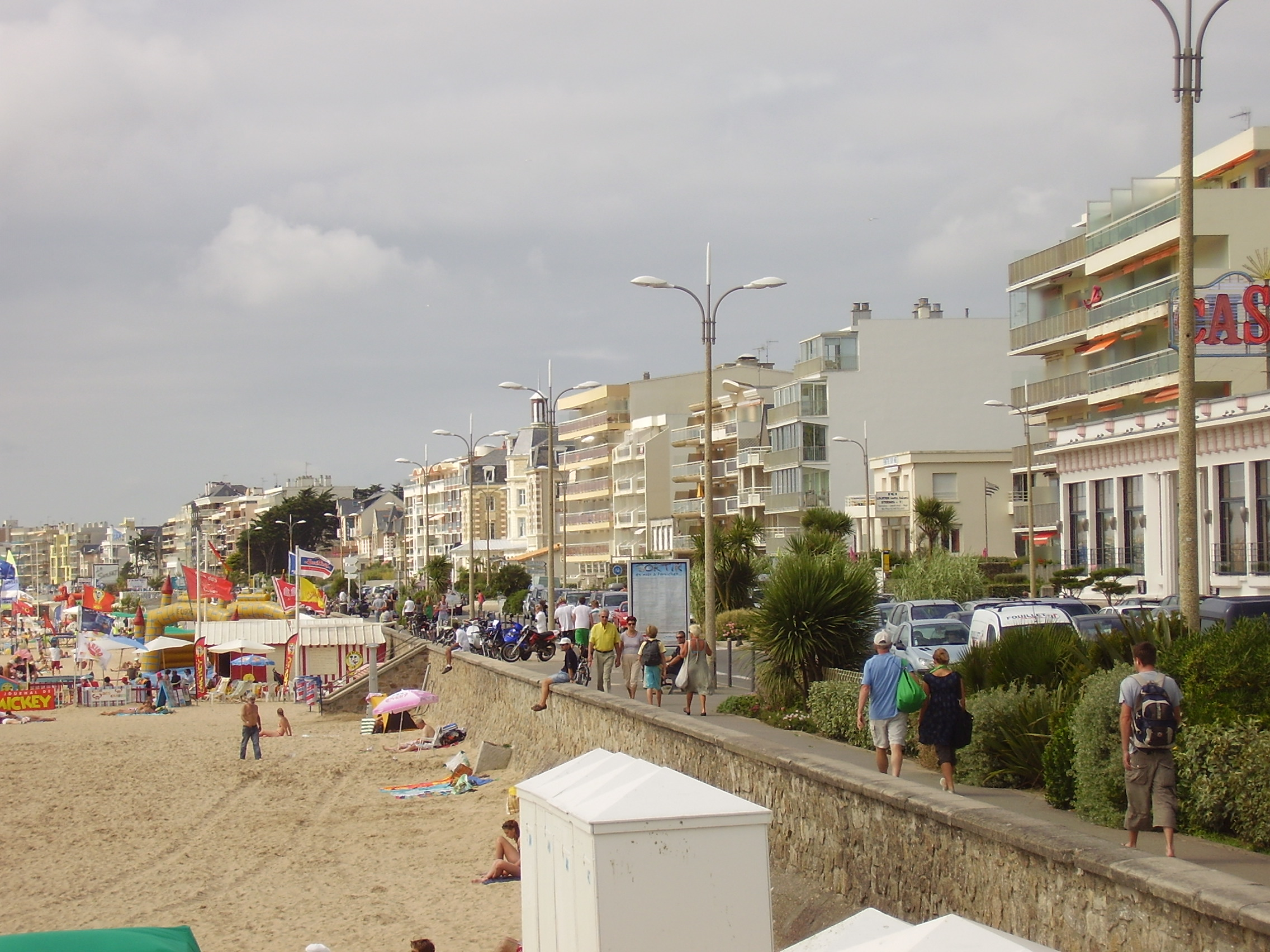
Plage des Libraires
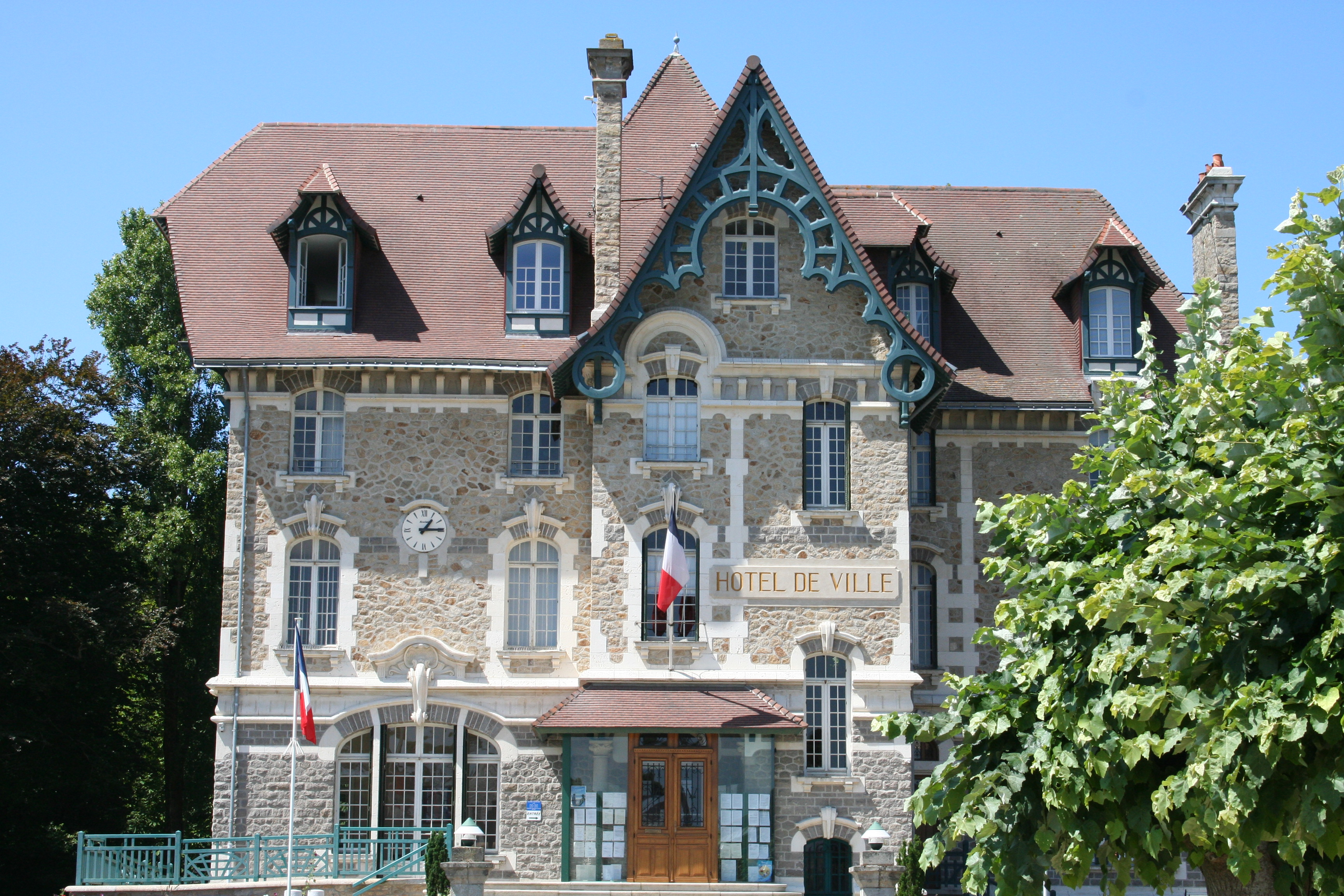
Gemeentehuis
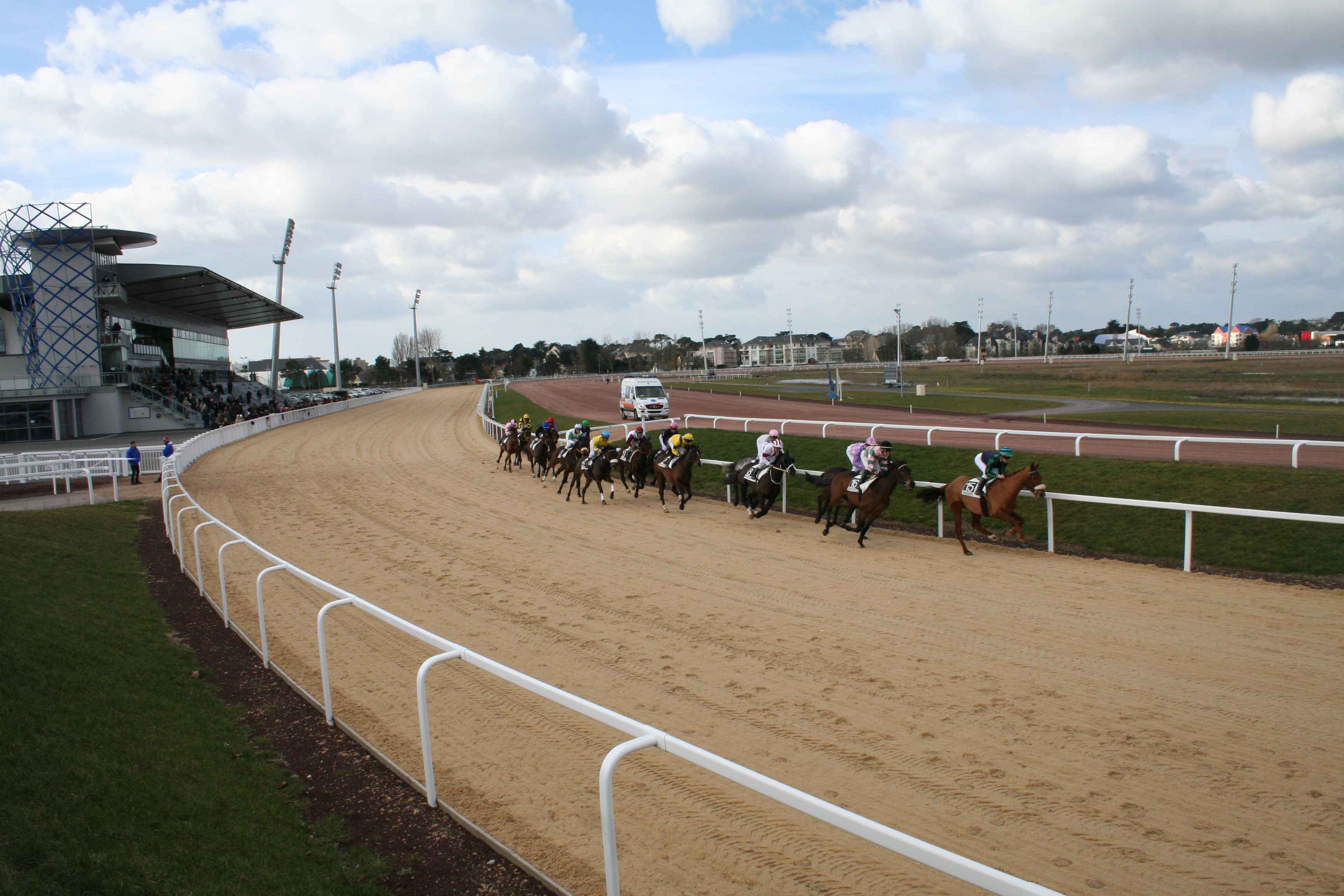
Hippodroom
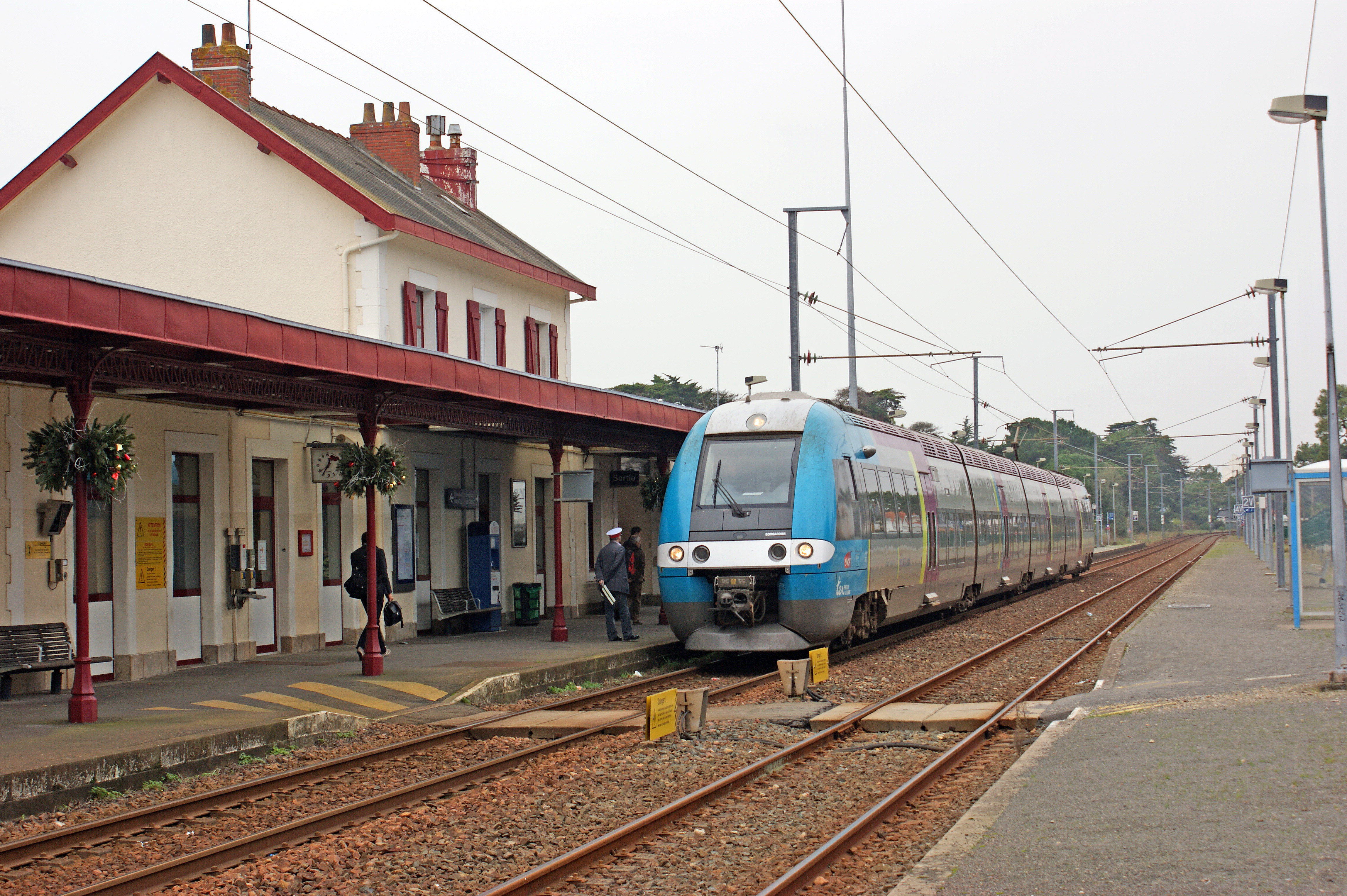
Station